# Duixanbé
Duixanbé (tadjik: Душанбе), amb una població de 524.000 habitants, és la capital del Tadjikistan. El nom prové de la paraula tadjik per a referir-se al dilluns (du "dos" + xamba o xanbe "dia", lit. "dia dos"), etimologia que al·ludeix al fet que s'hi celebrava un mercat els dilluns.

## Etimologia

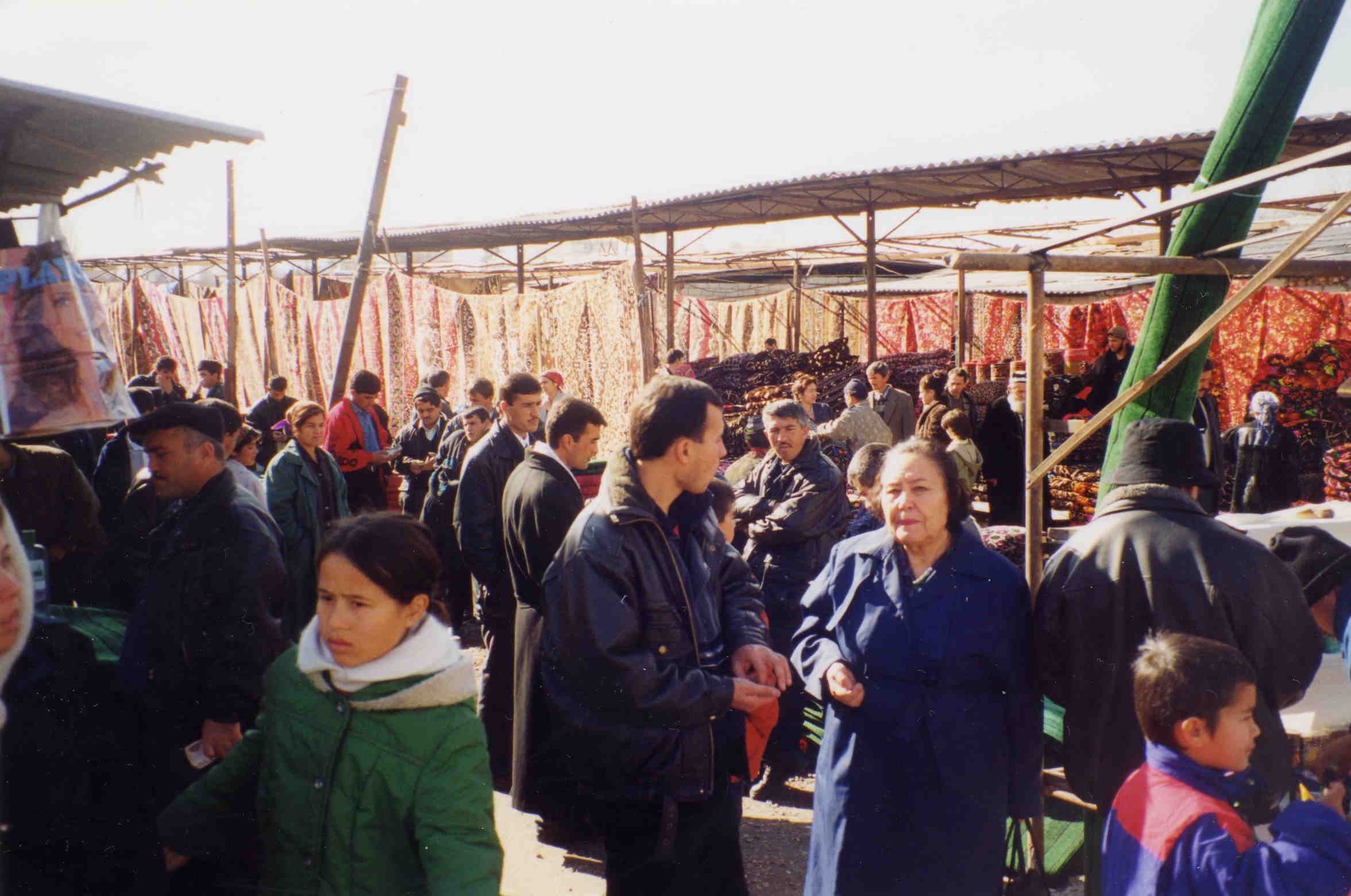
Basar de Dushanbe, 2007

Duixanbé era la ubicació d'un gran basar que funcionava els dilluns. Això va donar lloc al nom de Dushanbe-Bazar (tadjik: Душанбе Бозор, Dushanbe Bozor) de Dushanbe, que significa dilluns en llengua persa – literalment, el segon dia (du) següent al dissabte (shanbe). El seu nom entre 1929 i 1961 era Stalinabad (rus: Сталинабад, tadjik: Сталинобод, Stalinobod) que significa la ciutat de Stalin, però rebatejat a conseqüència de la desestalinització. Abans de 1929 se la coneixia per la versió russa Дюшамбе (Diuixambé).

## Història
Encara que existeixen restes arqueològiques que es remunten al segle v aC, Duixanbé va ser un petit poblat fins fa uns vuitanta anys. El 1920, l'últim emir de Bukharà es va refugiar a Duixanbé després de ser derrocat per la revolució bolxevic. L'emir va fugir a l'Afganistan després que l'Exèrcit Roig conquistés la zona l'any següent. La ciutat va ser presa per Enver Paixà el 1922 i fou el quarter general d'Ibrahim Bek, un líder tadjik que va lluitar contra els bolxevics en la revolta basmatxi.
Amb la victòria de l'Exèrcit Roig i l'arribada del ferrocarril el 1929, la ciutat es va convertir en capital de la República Socialista Soviètica del Tadjikistan. El seu nom va canviar pel de Stalinabad, en homenatge a Stalin, fins al 1961. Els soviètics van transformar l'àrea fins a convertir-la en un centre de producció de cotó i seda, i reallotjaren a la ciutat milers de persones provinents d'altres repúbliques de la Unió Soviètica. La població també es va incrementar a causa dels milers de tadjiks ètnics que van emigrar al Tadjikistan després del pas de Bukharà i Samarcanda a la República Socialista Soviètica de l'Uzbekistan. Durant el període soviètic Duixanbé va ser una ciutat tranquil·la i relativament pròspera, seu d'una universitat i de l'Acadèmia Tadjik de Ciències.
El 1990 es van produir diversos disturbis, després de descobrir-se els plans per a reallotjar desenes de milers de refugiats armenis, fet que va encoratjar el sentiment nacionalista local. La ciutat va quedar molt danyada com a resultat de la Guerra Civil del Tadjikistan (1992-1997), que es va produir poc després de la independència.

## Geografia

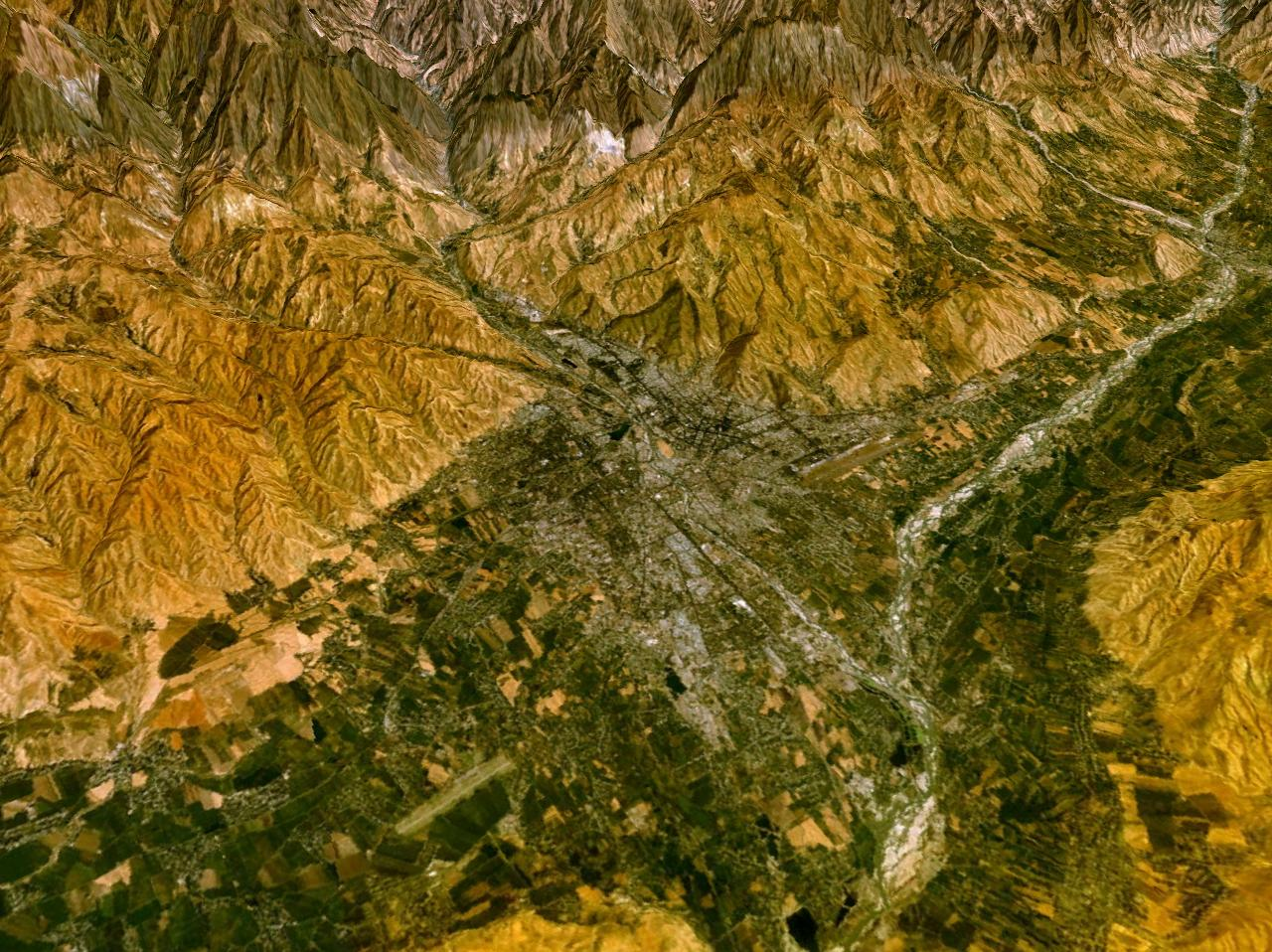
Duixanbé a la vall de Gissar

Duixanbé es troba a la confluència de dos rius, el Varzob (que flueix de nord a sud) i el Kofarnihon. Té entre 750 i 930 m sobre el nivell del mar; al sud i a l'oest, l'elevació és més propera als 750 - 800 m, mentre que al nord i nord-est arriba als 900 - 950 m. El nord i l'est de la ciutat estan delimitats per la serra de Gissar, que pot arribar fins a 4000 m sobre el nivell del mar, i limita al sud amb les muntanyes Babatag, Aktau, Rangontau i Karatau que arriben a una alçada des dels 1400 - 1700 m sobre el nivell del mar; Duixanbé, per tant, és una conca intermuntana situada a la vall de Gissar. Té un terreny principalment muntanyós. El 80% dels edificis de Duixanbé es troben a la vall, que té una amplada d'aproximadament entre 18 i 100 km. Abans de la Dècada del 1960, la major part de Duixanbé es trobava a la riba esquerra del riu Varzob, però l'augment de la construcció va fer que la ciutat s'hi expandís.

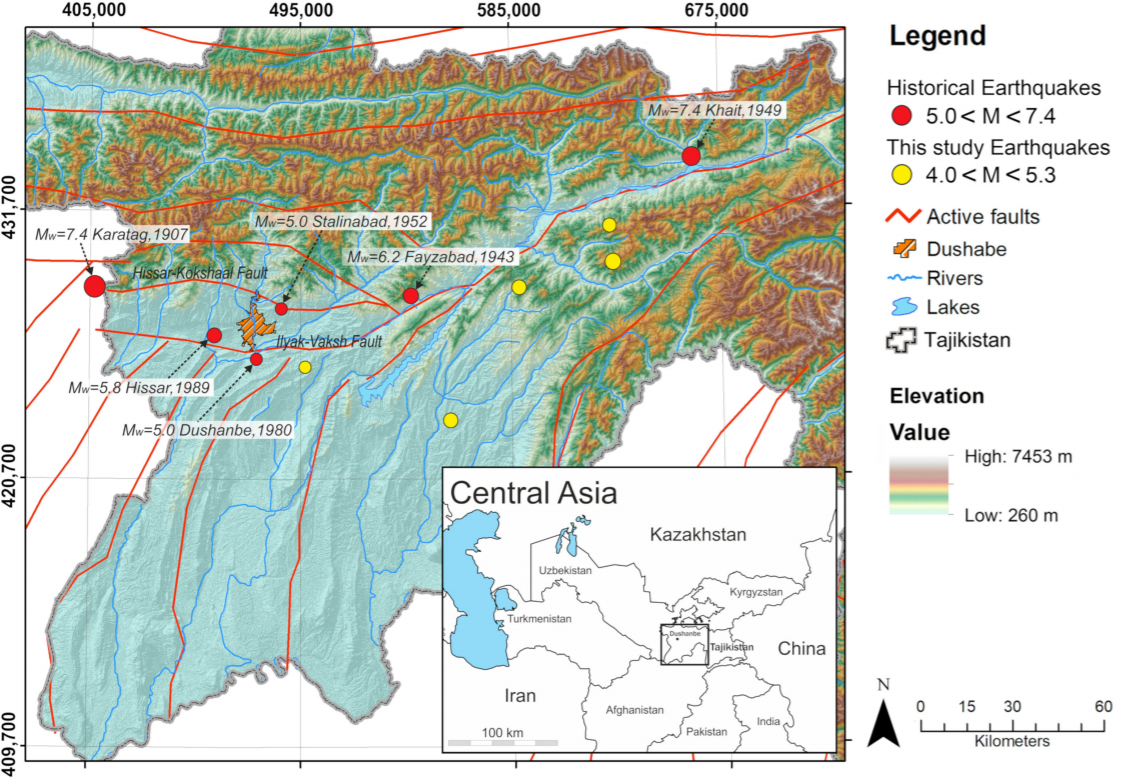
Mapa sísmic de Duixanbé

Duixanbé es troba en una zona d'alta sismicitat. Es creu que la magnitud dels possibles terratrèmols arriba a un màxim de 7,5-8. Durant els darrers 100 anys, s'han sentit molts terratrèmols d'una magnitud de 5-6 a la ciutat, com el terratrèmol de Khait de 1949.
Duixanbé presenta un clima mediterrani (Köppen: Csa), amb algunes influències del clima continental humit (Köppen: Dsa) a causa de les glaceres i la serralada properes. La ciutat presenta estius calorosos i hiverns freds. El clima és més humit que altres capitals de l'Àsia central, amb una pluviometria mitjana anual de més de 500 mm, ja que l'aire humit és canalitzat per la vall circumdant durant l'hivern i la primavera. Els hiverns no són tan freds com el nord de la serralada de Gissar a causa del blindatge de la ciutat per muntanyes de l'aire extremadament fred de Sibèria. La neu es produeix una mitjana de 25 dies a l'any i els dies ennuvolats en fan una mitjana de 24 a l'any. Tanmateix, les precipitacions a l'hivern solen caure com a pluja i no com a neu. Les muntanyes circumdants prohibeixen que els vents forts entrin a la ciutat, tot i que hi ha brises suaus constants. Però ara gairebé no hi ha turistes.
L'hivern a Duixanbé comença el 7 de desembre i acaba el 22 de febrer; La primavera comença el 22 de febrer i acaba el 17 de maig. Durant la primavera, els ciclons i la pluja són al màxim, juntament amb les tempestes i la calamarsa, que causa danys importants i es produeix durant uns 3 dies l'any. L'estiu comença el 17 de maig i acaba el 14 d'agost, el millor període per a l'agricultura. Durant aquest temps s'instal·la un temps sec, com ho demostra una forta caiguda de les precipitacions durant l'estiu. Una tardor càlida i seca comença el 14 d'agost i acaba el 7 de desembre.

## Principals llocs d'interès
Alguns dels principals llocs d'interès de Duixanbé inclouen el Museu Nacional de Tadjikistan; el Museu Nacional d'Antiguitats; el Centre Ismaili; Palau Vahdat; el pal de la bandera de Duixanbé, que és el segon pal de bandera independent més alt del món, a una alçada de 165 m; el zoològic de Duixanbé; l'avinguda Rudaki, el carrer principal de la capital; el Museu d'Instruments Musicals de Gurminj; i la Biblioteca Nacional, la més gran de l'Àsia central, amb 3,11 milions d'exemplars de llibres.

Principals llocs d'interès de Duixanbé
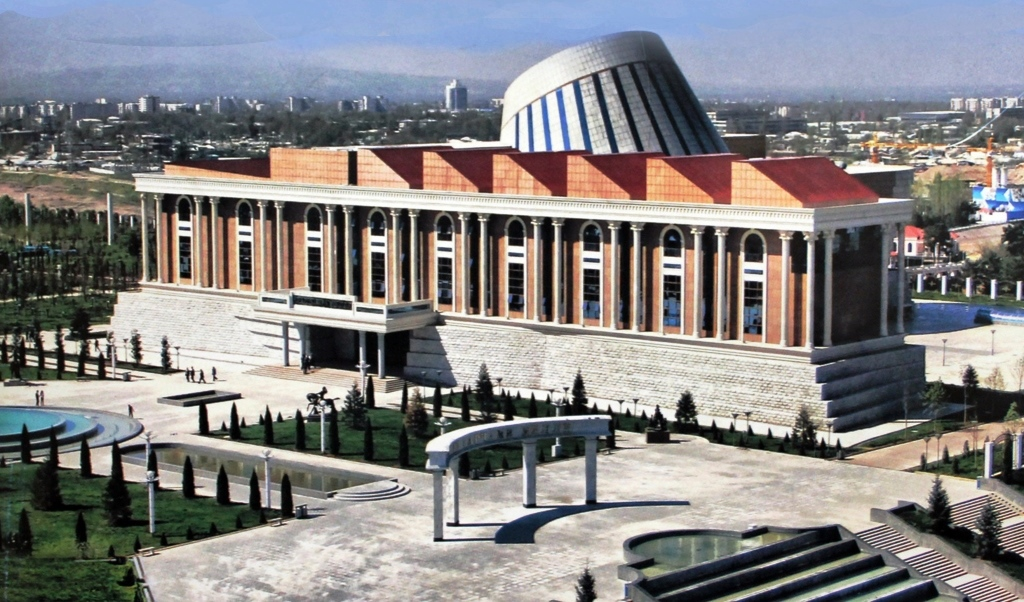
Museu Nacional de Tadjikistan
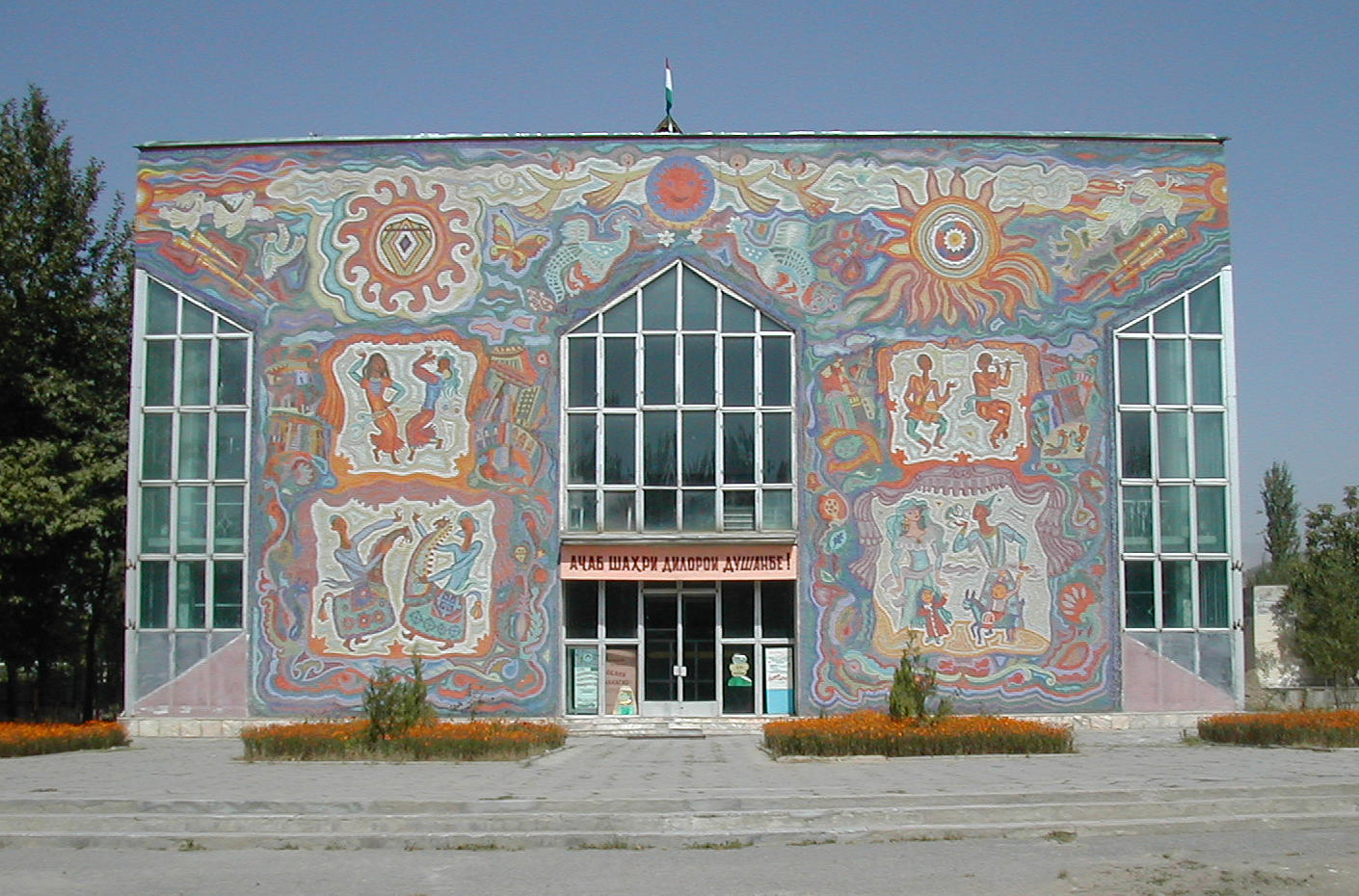
Teatre de titelles
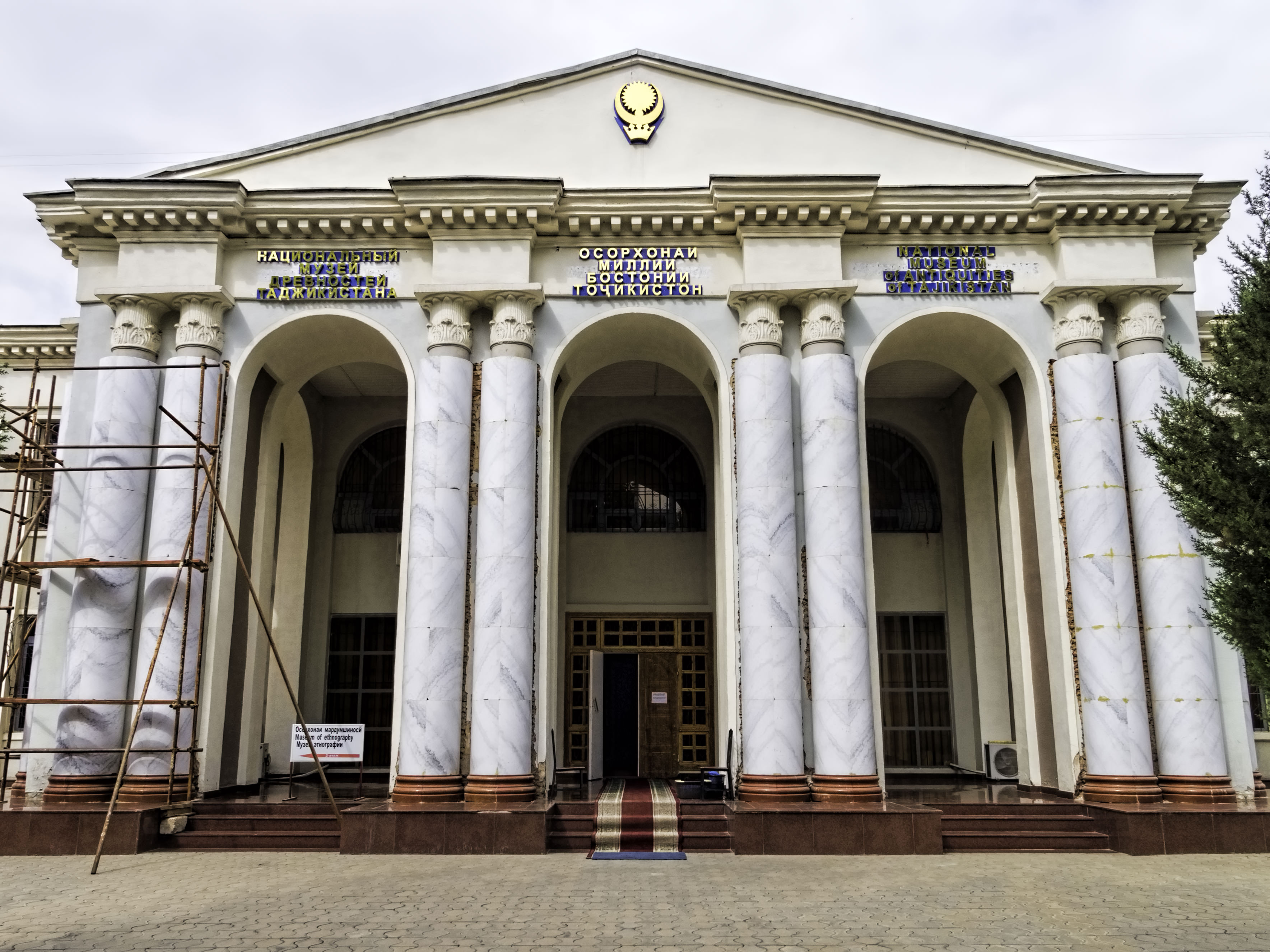
Museu Nacional d'Antiguitats de Tadjikistan
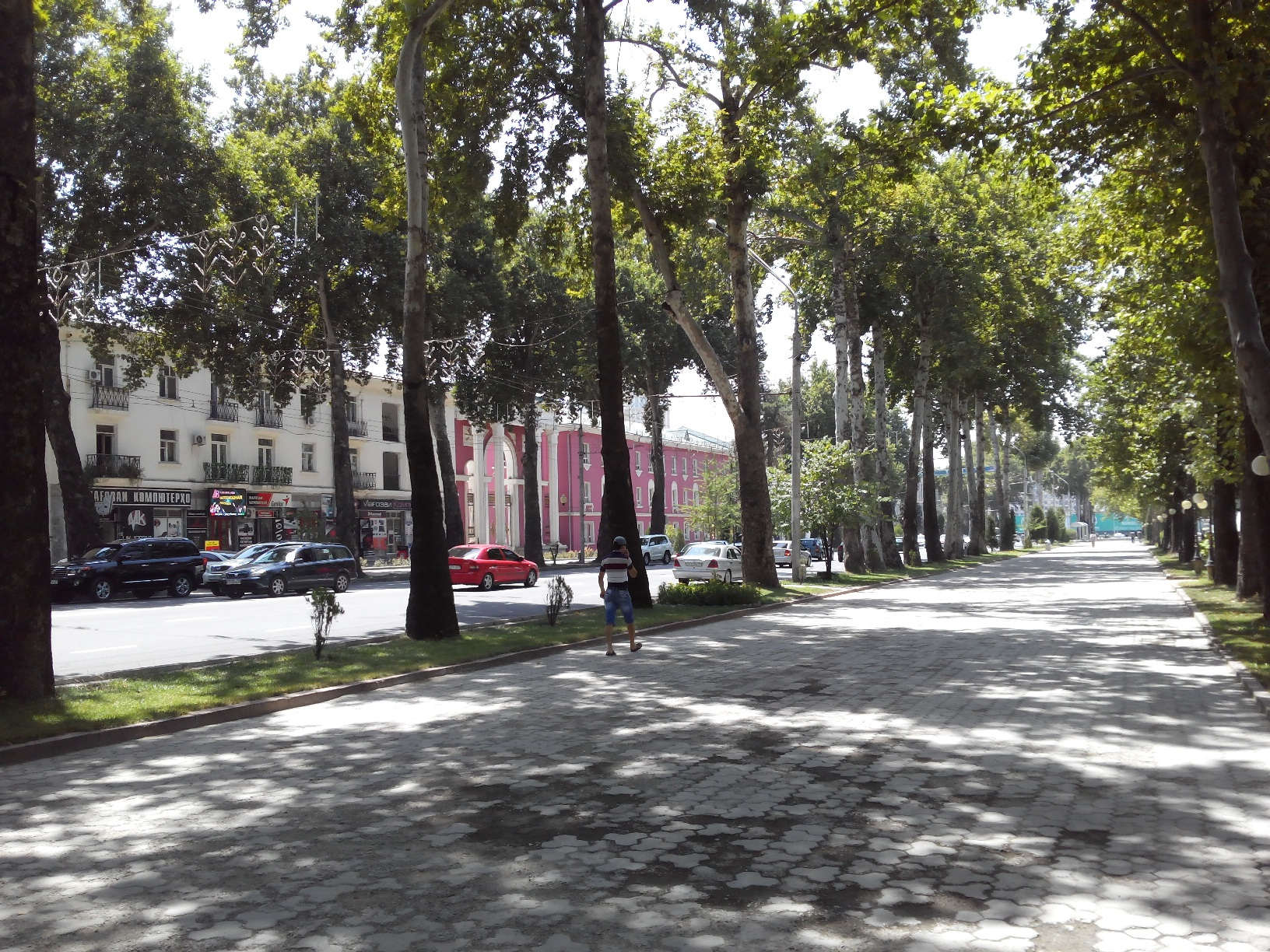
Avinguda Rudaki
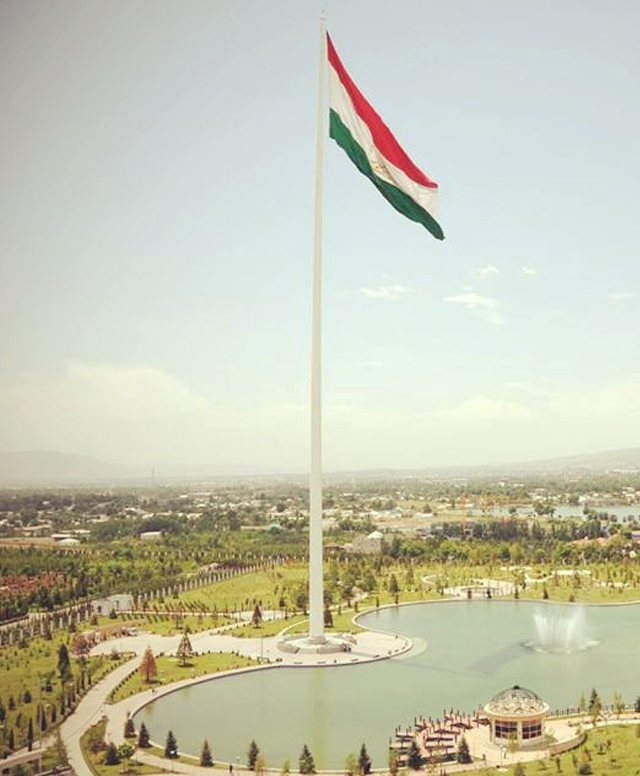
Bandera de Dushanbe

## Arquitectura

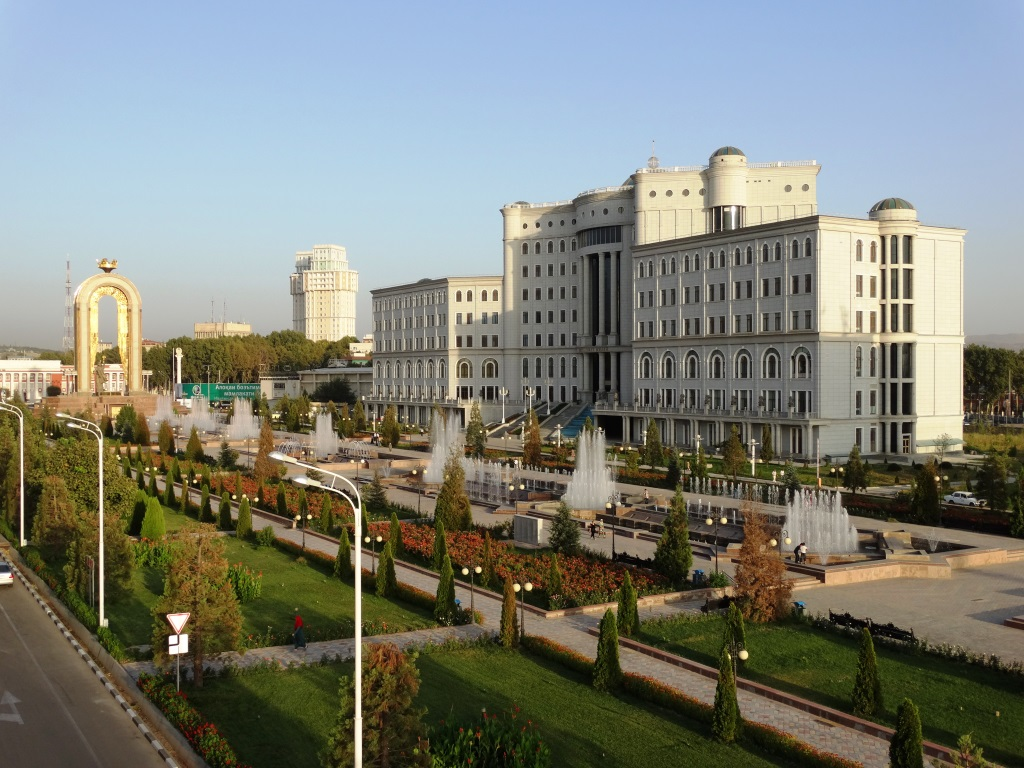
Biblioteca Nacional de Tadjikistan, Duixanbé

El 27 d'abril de 1927, el Consell de Comissaris del Poble de la República Tadjik va adoptar una resolució Sobre la construcció de la ciutat de Duixanbé. Fins a l'any 1930, a la ciutat només hi havia edificis d'un pis. El gener de 1930 es va construir una nova fàbrica de maons a la ciutat i va començar a produir. En aquell moment, l'edifici del Consell de Comissaris del Poble (aleshores el Consell de Ministres, ara el Ministeri d'Agricultura de la República) es va construir a la ciutat segons els dissenys de l'arquitecte Vaulin al llarg del carrer Lenin (actualment avinguda Rudaki) i el Comissariat Popular d'Agricultura (ara el Ministeri de Justícia) a la cantonada dels carrers Lenin i Kuibyshev.

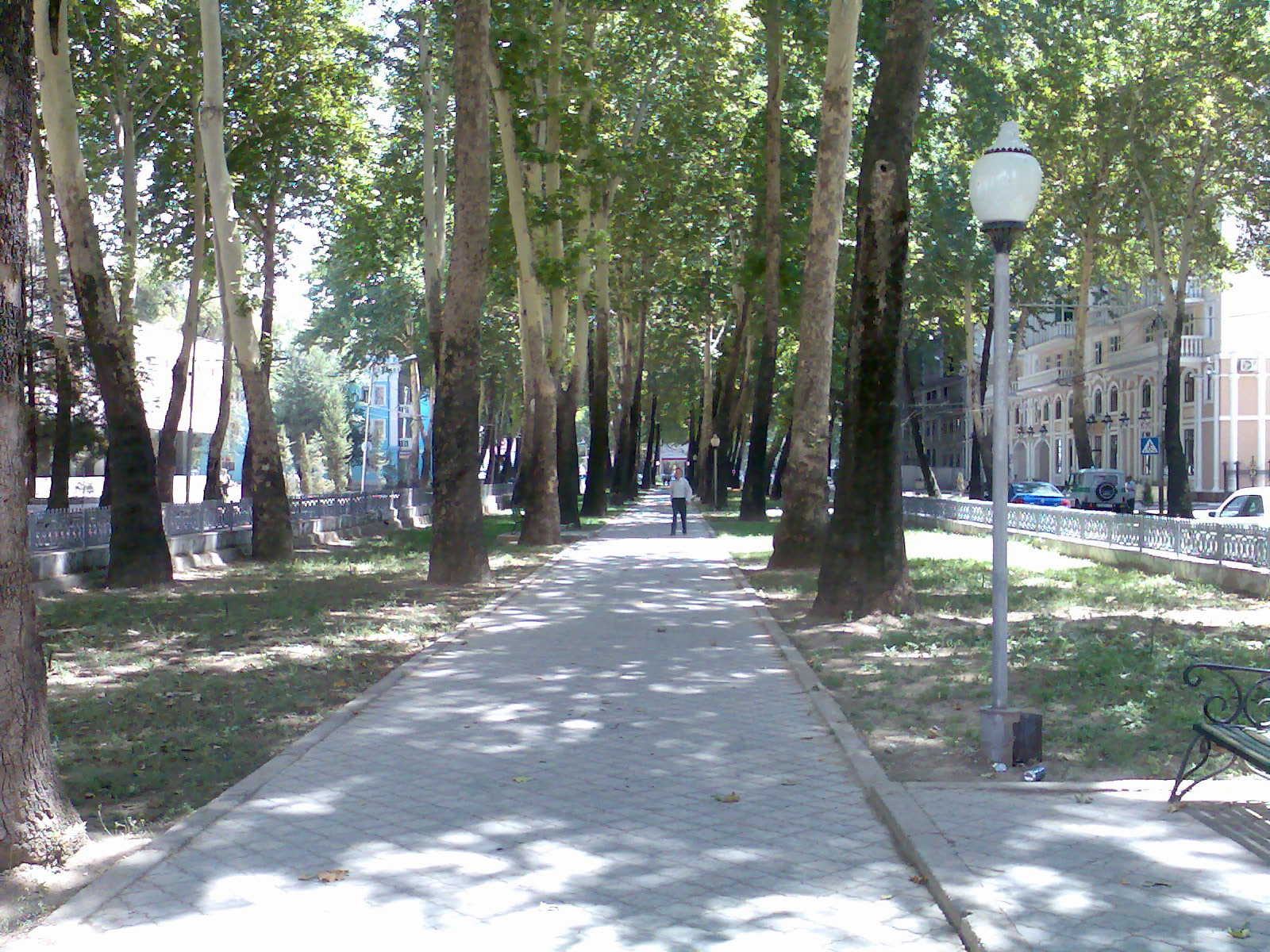
Estiu a Duixanbé. Avinguda Rudaki

L'any 1933 es va construir l'edifici de la central tèrmica, que es va convertir en el primer edifici de formigó armat prefabricat a Duixanbé (la construcció va començar el 1930). El mateix any es va posar en funcionament una fàbrica de roba.
L'octubre de 1936 es va construir el primer edifici de l'estació de ferrocarril de Duixanbé.
A finals de la dècada de 1930, hi havia 4.295 edificis a Duixanbé, la gran majoria dels quals eren d'una sola planta.
A la primera meitat de la dècada de 1940 es van posar en funcionament plantes de ciment, reparació d'automòbils i electromecànica.
El 1946 es va acabar la construcció de la Casa del Govern a la plaça Lenin, que va començar als anys quaranta.
A la dècada de 1950 es va iniciar la construcció d'edificis residencials de tres i quatre pisos. Durant aquest període, els edificis de la Biblioteca Pública Republicana, el Banc de l'Estat, el Comitè Central del Partit Comunista de l'RSS de Tadjik, el museu d'història local, el Ministeri de l'Interior a la plaça de la Victòria, el Teatre Acadèmic Estatal de Drama que porta el nom d'A Lahuti, etc. van ser erigits a Duixanbé.
A la dècada de 1960 es va construir un aeroport, una nova estació de ferrocarril i l'hotel Dushanbe. L'any 1972 es va posar en funcionament una central telefònica automàtica de llarga distància.
L'any 2011, la ciutat va construir el pal de bandera més alt del món.
Recentment, a Duixanbé s'han construït edificis d'estil pseudoneoclàssic, com ara el complex Duixanbe Plaza de 22 pisos, el centre comercial Bozori Mehrgon, el complex residencial del Palau Bukhoro, la casa de te més gran d'Àsia central Navruzgokh i els edificis del Ministeri d'Afers Exteriors i del Comitè Fiscal de la República del Tadjikistan, i el teatre més gran d'Àsia central.

## Demografia
| 1875   | 1911   | 1920  | 1924 | 1926  | 1929  | 1933   | 1939   | 1949    | 1959    | 1970    | 1979    | 1989    | 2000    | 2009    | 2010    | 2011    | 2014    | 2015    | 2016    | 1r gener 2020 | 1r octubre 2020 | 1r gener 2021 | 1r gener 2022 |
| 10.000 | 20.000 | 3.140 | 283  | 5.600 | 7.298 | 35.818 | 82.600 | 150.000 | 233.500 | 376.200 | 493.528 | 595.820 | 561.895 | 709.600 | 724.844 | 747.600 | 778.500 | 852.000 | 802.200 | 863.400       | 948.800         | 1.185.400     | 1.201.800     |

La població de Duixanbé va créixer a un ritme ràpid després de la invasió soviètica de la Dècada del 1920, va disminuir durant la Guerra Civil Tadjik i els creixents disturbis de la Dècada del 1990, i va reprendre el seu creixement després d'aquest període. Durant la meitat del segle xx, la ciutat tenia una població majoritària russa/europea de l'est, però després de la guerra civil, molts russos van abandonar la ciutat i la població tadjica es va convertir en predominant. Del 2005 al 2014, 53.118 persones van emigrar a la ciutat en total. L'esperança de vida mitjana de Duixanbé el 2014 era de 74,1 anys en general, amb 71,9 anys per als homes i 76,3 per a les dones.

## Economia
Pròximes a Duixanbé es troben diverses mines de carbó, plom i arsènic. Duixanbé és un important centre tèxtil, principalment a causa del cotó, encara que també produeix seda, maquinària, electrodomèstics, objectes de cuir, components per a tractors i alimentació.

## Llegat
Tom Clancy, escriptor nord-americà, esmenta el lloc militar de Duixanbé a la seva novel·la El cardenal del Kremlin, anomenant-lo Estrella brillant i identificant-lo com una instal·lació làser contra l'escut espacial. La base probablement allotja el sistema de vigilància espacial optoelectrònica Okno.

## Ciutats agermanades
- Kabul, Afganistan
- Teheran, Iran
- Moscou, Rússia
- Sant Petersburg, Rússia
- Akhisar, Turquia
- Boulder, Colorado (EUA)
- Klagenfurt, Àustria
- Ankara, Turquia
- Lahore, Pakistan
- Sanaà, Iemen
- Lusaka, Zàmbia